# إيموجن كيرنز
إيموجن كيرنز (بالإنجليزية: Imogen Cairns) هي لاعبة جمباز فني بريطانية، ولدت في 26 يناير 1989 في Southmead ‏ في المملكة المتحدة.

## وصلات خارجية
- إيموجن كيرنز على موقع الاتحاد الدولي للجمباز (licence) (الإنجليزية)
- إيموجن كيرنز على موقع الاتحاد الدولي للجمباز (biography) (الإنجليزية)
- إيموجن كيرنز على موقع اللجنة الأولمبية الدولية (الإنجليزية)
- إيموجن كيرنز على موقع أوليمبيديا (الإنجليزية)
- إيموجن كيرنز على موقع اللجنة الأولمبية البريطانية (الإنجليزية)
- إيموجن كيرنز على موقع اتحاد ألعاب الكومنولث (مؤرشف) (الإنجليزية)
- إيموجن كيرنز على موقع اتحاد ألعاب الكومنولث (مؤرشف) (الإنجليزية)
- إيموجن كيرنز على موقع دورة ألعاب الكومنولث 2006 (مؤرشف) (الإنجليزية)